# Osornophryne percrassa
Osornophryne percrassa (tên tiếng Anh là Herveo Plump Toad) là một loài cóc trong họ Bufonidae. Chúng là loài đặc hữu của Colombia. Các môi trường sống tự nhiên của chúng là các khu rừng vùng núi ẩm nhiệt đới hoặc cận nhiệt đới và đồng cỏ ở cao nhiệt đới hoặc cận nhiệt đới. Loài này đang bị đe dọa do mất nơi sống.